# Валеріус Кордус
Валеріус Кордус (нім. Valerius Cordus, 18 лютого 1515 — 25 вересня 1544) — німецький лікар, ботанік і фармаколог, автор першої фармакопеї на північ від Альп та одного з найбільш відомих травників в історії. Йому також приписують розробку методу синтезу етеру (який він назвав латинською назвою oleum dulci vitrioli).
Кордус визначив і описав декілька нових видів та сортів рослин. На його честь названо рід рослин Cordia підродини Cordioideae.

## Біографія
Валеріус Кордус народився у 1515 році або в місті Ерфурт, що є сучасною Тюрингією, або десь у прилеглій на заході землі Гессен. Його батько, Евріцій Кордус (народжений як Генріх Рітце, 1486–1535), був освіченим лікарем та палким лютеранським наверненим.
У 1527 році, коли йому було 12 років, Валеріус вступив до Марбурзького університету, де вивчав ботаніку та [фармація|[фармацію]] під опікою свого батька, якого того ж року призначили професором медицини в новоствореному університеті. У 1531 році він отримав ступінь бакалавра, після чого продовжив навчання, вступивши до Лейпцизького університету та одночасно працював у аптекарській крамниці в Лейпцигу, яка належала його дядькові (або Йоганнесу, або Йоахіму).
У 1539 році він переїхав до Віттенберга, щоб читати лекції та вивчати медицину в Галле-Віттенберзькому університеті Мартіна Лютера. Його лекції виявилися популярними, а конспекти були опубліковані посмертно у 1549 році як «Annotations on Dioscorides». Серед досліджень, викладених у лекціях, були результати його власних систематичних спостережень за багатьма рослинами, описаними Діоскоридом у 1 столітті нашої ери. Безпосереднє спостереження за живими рослинами було однією з сильних сторін Кордуса.
У 1540 році Кордус відкрив і описав революційну техногогію синтезу етеру, яка передбачала додавання сірчаної кислоти до етилового спирту.
У 1543 році, під час тривалої подорожі до Італії, Кордус представив свою фармакопею «Dispensatorium» міській раді Нюрнберга. Після схвалення роботи в жовтні того ж року Рада виплатила йому 100 золотих гульденів, а праця була опублікована посмертно у 1546 році.
У жовтні 1543 року Кордус виїхав з Нюрнберга до Італії. Протягом зими та наступної весни він залишався в Падуї та Венеції. Незабаром після П'ятидесятниці він і двоє німецьких натуралістів почали мандрувати Італією. У Мареммі, на західному узбережжі Італії, вони вирушили на болота в пошуках нових рослин. Незабаром після цього у Кордуса з’явилися симптоми малярії. Його також вдарив по нозі кінь, що спричинило сильний біль і, можливо, інфекцію. Група привезла хворого, з високою температурою Кордуса до Риму, куди вони прибули 1 або 2 вересня. Коли Кордусу стало краще, решта групи вирушила в подорож до Неаполя. 29-річний Кордус помер за їх відсутності ввечері 25 вересня. Його поховали в Санта-Марія-дель-Аніма, німецькій католицькій церкві в центрі Риму.

## Спадщина
Протягом свого короткого життя Кордус багато подорожував, відвідав багато університетів і отримав широке визнання своїх колег та однодумців. Він був відмінним лінгвістом та філософом. Як ботанік він спостерігав із широтою й глибиною, що перевершувала більшість його сучасників; його методологія як вченого була систематичною та ґрунтовною.
У 1561 році Конрад Геснер видав значну кількість неопублікованих робіт Кордуса, включаючи «De Extractione» (де описано метод синтезу етеру), «Historia stirpium» та «Sylva».